# Segundo puente de Abiyán
El Segundo puente de Abiyán es un puente sobre la Laguna Ébrié que une las dos mitades de la ciudad de Abiyán, en el país africano de Costa de Marfil.
La estructura consiste en un puente de vigas, con una caja hueca con diez tramos, dos vanos de 35 metros y ocho vanos de 58 m cada uno lo que da una longitud total de 592 m.